# Яніс Адамсонс
Яніс Адамсонс(3 листопада 1956 , Турська волостьd, Ліванський край ) — колишній радянський та латвійський офіцер морської прикордонної служби, політик. Колишній міністр внутрішніх справ Латвії (1994—1995), член кількох Сеймів. Колишній депутат XIII скл. Сейму Латвії, представляє партію «Згода».

## Життєпис
Народився в Турку в регіоні Латгалія в Латвії, навчався в Бауській середній школі. 1979 закінчив Київське вище військово-морське політичне військове училище за спеціальністю «військово-морський політичний офіцер, штурман».
З жовтня 1979 по травень 1992 служив у Прикордонних військах КДБ СРСР на Далекому Сході. Починав як заступник командувача ВМС у політичній роботі. Отримавши в травні 1987 року звання капітана корабля ВМС 3 рангу, став заступником начальника штабу ВМС СРСР у Малокурильську. Згодом — заступник командира Другого навчально-морського навчального центру в Находці Приморської області був членом КПРС (1979—1989).
7 червня 1992 повернувся до Латвії, де почав військову службу в Латвійських силах оборони старшим офіцером Адміністрації ВМС. 1993 року став заступником командувача ВМС. З 14 лютого 1994 року по 25 червня 1994 року був командувачем бригади прикордонної охорони Сил оборони Латвії, отримав військове звання капітана.

## Політична діяльність
Після відставки Гірца Валдіса Кристовскіса Адамсона став міністром внутрішніх справ у кабінеті міністрів Маріса Гайліса, обіймав посаду з 11 листопада 1994 до 12 грудня 1995. 1995 року приєднався до тодішньої владної партії «Latvijas Ceļš» і був обраний до Сейму. Наступного року залишив партію, вступивши до LSDSP, 1997 року обраний головою цієї партії. 1998 року обраний до VII скл. Сейму, де очолював парламентську слідчу комісію у т. зв. «справі про педофілію», що завершилося доповіддю комісії з трибуни в Сеймі 2000 року, коли Адамсонс заявив, що кілька високопоставлених свідків заявили про можливих педофілів, включаючи Андріса Шкеле, Валдіса Біркавса і Андрейса Сончикаса.
Брав участь у двох судових процесах: його звинуватили у використанні службового становища для виступу з цією заявою, а також порушили судові справи про те, що він був співробітником КДБ СРСР, отже, не мав права брати участь у виборах до Сейму. Суд встановив, що він був співробітником КДБ як колишній радянський прикордонник. Сейм вирішив не призупиняти повноваження депутата, але Бюро конституційного захисту відмовило йому в наданні доступу до державної таємниці наступного року. У 2002 році Верховний суд заборонив Адамсону балотуватися до VIII скликання Сейму.
2002 року він став винуватцем ДТП у Ризі, коли керував авто у п'яному вигляді, після чого його водійські права анулювали й він заплатив штраф.
2005 року Адамсон вийшов із ЛСДСП і став членом партії «Згода». 2008 року Європейський суд з прав людини заборонив Янісу балотуватися до VIII скликання Сейму, але його обрали наступного року до Ризької міської ради за списком Центру злагоди. Його також обрано до X, XI, XII, XIII скл. Сейма.
10 червня 2021 року Сейм дозволив порушити кримінальну справу проти Адамсона, позбавивши його недоторканності. Його було звинувачено в шпигунстві на користь Росії, зокрема у передачі росіянам даних щодо поправок до законів, інформації про армійські закупки та бюджет, а також інформації про позицію Балтійської асамблеї щодо «Північного потоку-2». Наступного дня суд Риги ухвалив арешт Яніса. Окрім того, Генеральна прокуратура Латвії звинувачує Адамсона у шахрайстві та незаконному зберіганні боєприпасів.